# Tamboer- en trompetterkorps Ahoy Rotterdam

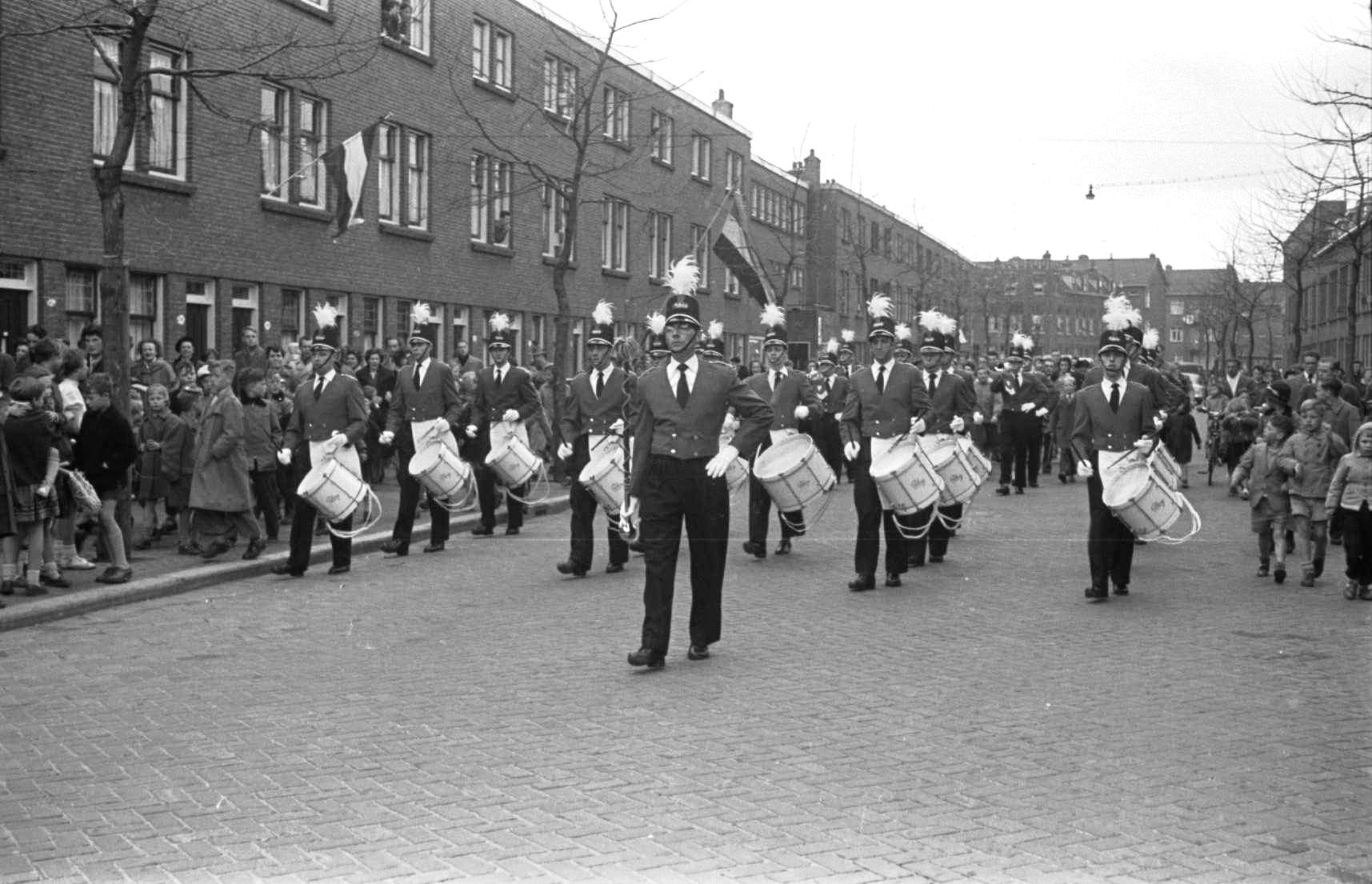
Ahoy presenteert zich op Charlois
30 april 1956

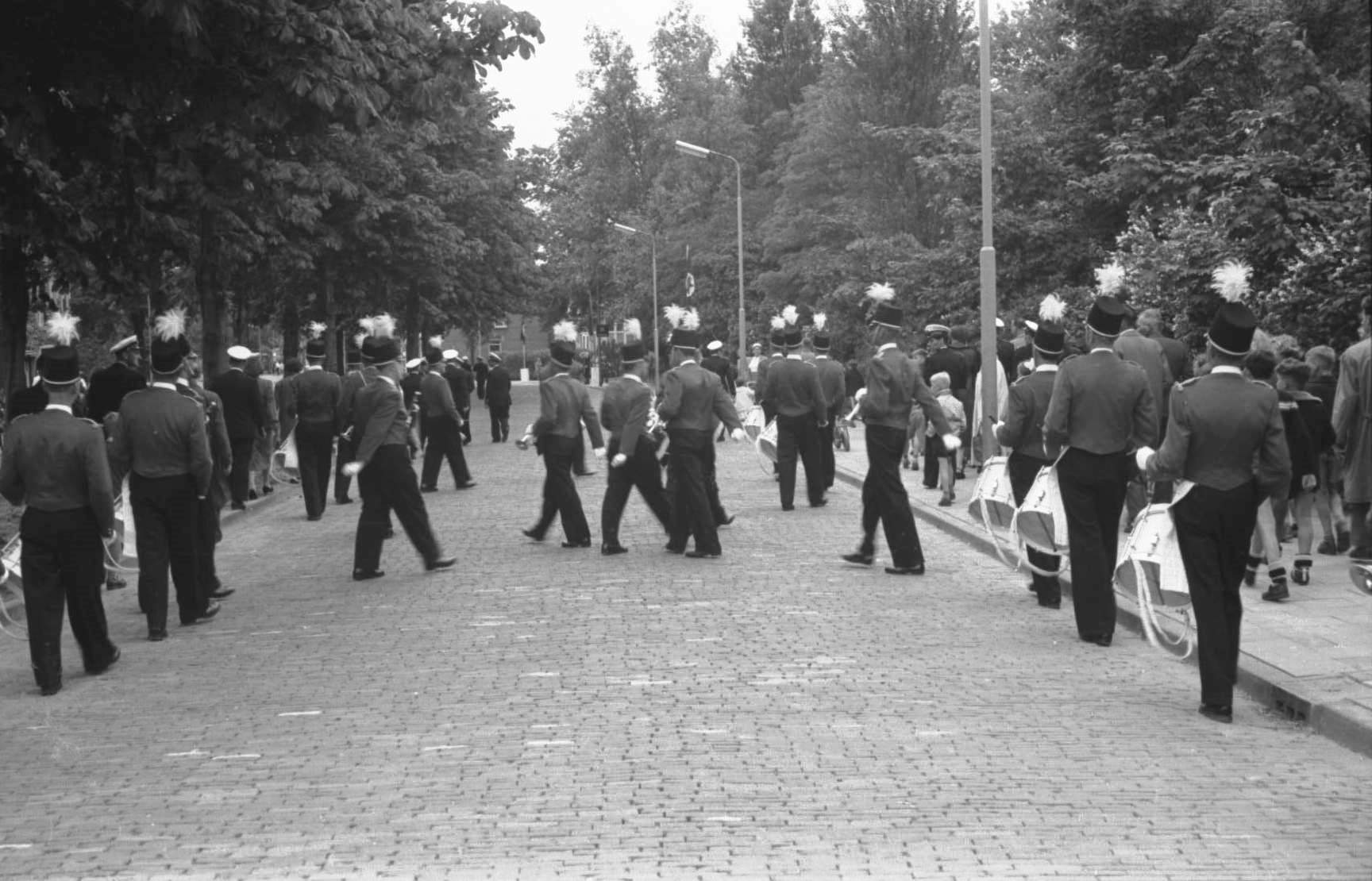
De eerste showmarsen

Het Tamboer- en trompetterkorps Ahoy werd op 2 september 1955 opgericht in Charlois in Rotterdam. Het wilde iets anders brengen dan het toentertijd geijkte marsmuziekrepertoire en het rechttoe rechtaan lopen op straat. Het was daarmee een van de eerste drumfanfares in Nederland die blaasmuziek gingen combineren met show en het heeft daarmee zowel op muzikaal als op showtechnisch gebied het pad gebaand voor vele andere korpsen in Nederland.
Niet eerder gezien was: het hollen op muziek, het gedeeltelijk zingen van een gespeeld nummer (Yellow Submarine) en het lopen van showfiguren. Instructeur Wim Hardenbol heeft vooral in de beginjaren een enorme invloed op de ontwikkeling van de drumfanfare in Nederland gehad.
Het bestuur in 1955 werd gevormd door onder anderen:
- Herman Breukhoven, voorzitter
- Henk de Geus, secretaris en tambour-maître
- Wim Hardenbol, trompetterinstructeur en componist van veel muziekmarsen

Vergaderd en gerepeteerd werd in:
- een houten gebouwtje van de speeltuinvereniging aan de Carnissesingel
- de kantine bij het constructiebedrijf Nellen aan de Sluisjesdijk
- de voormalige veilinghallen aan de Waalhaven
- recreatiegebouw de Schalmei te Rotterdam-Pendrecht

De schortjes onder de trommels werden in die tijd door de echtgenotes zelf gemaakt, van zakken uit de meelfabriek aan de Maashaven, de handschoenen van witte tricothemden.
De eerste presentatie aan het Charloise publiek was op 30 april 1956, tijdens de viering van Koninginnedag. Het publiek werd verrast door het toen ongebruikelijk hoge tempo van het marcheren en de nieuwe wijze van presenteren. Er werd een rondgang gemaakt over het oude Charlois, vanuit het gebouw van CJMV Timotheus aan de Boergoensestraat.
De tambour-maître was Henk de Geus, tevens secretaris. De trompetterinstructeur en tevens componist van vele muziekmarsen was Wim Hardenbol.
Twee jaar eerder waren de Trommelaeren van Roesendaele opgericht en er ontstonden in die periode meer korpsen, zoals Jubal Drum & Bugle corps in Dordrecht. Bovendien werden vaak de traditionele pijperkorpsen voortkomend uit de CJMV omgevormd tot drumfanfare, zoals het op Charlois concurrerende tamboer- en pijperkorps Excelsior uit Rotterdam-Zuid, dat Drumfanfare Excelsior werd.
Ahoy werd een doorslaand succes. In 1962 werd een eerste prijs in de hoogste afdeling op het Wereld Muziek Concours te Kerkrade behaald. Optredens in San Remo, Düsseldorf en in de Kuip tijdens Europacup-wedstrijden. Het hoogtepunt bij die laatste optredens was, als het lijflied "Hand in Hand Kameraden" werd gespeeld en er dan ruim 65.000 stadionbezoekers meezongen. Bij repetities in een leeg stadion "zong" de kuip zelf mee, het staal resoneerde. 
Ahoy heeft ook als burgermuziekvereniging meegespeeld op Taptoe Delft en later ook in de Nationale taptoe.
In 2001 betrokken drumfanfare Excelsior, het Rotterdams Majorette Peloton, Tamboer- en Trompetterkorps Ahoy Rotterdam, Euroband, Ttmm Groot IJsselmonde, Douane Harmonie en de Indoor Bowls Club Charlois-Rotterdam een nieuwe Schalmei aan de Krabbendijkestraat in Pendrecht. Deze hal werd gebouwd schuin aan de overzijde van de oude, die in de weg stond voor de bouw van de betuweroute. De eerste paal voor de oude hal werd 18 november 1978 geslagen door wethouder R. den Dunnen.
In 2003 viel het doek voor de vereniging Tamboer- en Trompetterkorps Ahoy Rotterdam, wegens gebrek aan leden.